# کارل هاینز ماهلمان
کارل هاینز ماهلمان (انگلیسی: Carl-Heinz Mahlmann; ۱۷ سپتامبر ۱۹۰۷ – ۷ نوامبر ۱۹۶۵) بازیکن فوتبال اهل آلمان بود.
از باشگاه‌هایی که در آن بازی کرده‌است می‌توان به باشگاه فوتبال هامبورگ اشاره کرد.
وی همچنین در تیم ملی فوتبال آلمان بازی کرده‌است.